# David Lodge
David Lodge   (Brockley, 28 de gener de 1935 - Birmingham, 1 de gener de 2025) fou un escriptor anglès. Es va graduar a Londres, encara que exerciria de docent a la Universitat de Birmingham de professor de literatura anglesa. Deixà d'exercir quan decidí dedicar-se exclusivament a la creació literària. En les seves novel·les, Lodge sovint satiritza sobre la vida acadèmia en general i particularment, sobre les humanitats. Molts dels seus personatges són catòlics, i el catolicisme és la seva principal temàtica. Algunes de les seves obres més conegudes són: The British Museum Is Falling Down (1965), How Far Can You Go? (1980; publicada als EUA com Souls and Bodies) i Paradise News (1991).

### Ficció
- The Picturegoers — 1960
- Ginger You're Barmy — 1962
- The British Museum Is Falling Down — 1965
- Out of the Shelter — 1970
- Changing Places: A Tale of Two Campuses — 1975 (Intercanvis. [Una història de dos campus]. Eumo, Vic, Narratives, 13, 1989. Trad.: Joan Masnou i Suriñach)
- How Far Can You Go? (edició EUA: Souls and Bodies) — 1980
- Small World: An Academic Romance — 1984
- Nice Work — 1988
- Paradise News — 1991
- Therapy — 1995
- The Man Who Wouldn't Get Up: And Other Stories — 1998
- Home Truths — 1999 (novel·la - escrita originalment com una obra teatral)
- Thinks ... — 2001
- Author, Author — 2004
- Deaf Sentence — 2008
- A Man of Parts — 2011

### No ficció
- Language of Fiction — 1966
- The Novelist at the Crossroads — 1971
- The Modes of Modern Writing — 1977
- Working with Structualism — 1981
- Write On — 1986
- After Bakhtin — 1990
- The Art of Fiction — 1992 (L'art de la ficció, ISBN 847596608X)
- Modern Criticism and Theory: A Reader — 1992
- The Practice of Writing — 1997
- Consciousness and the Novel — 2003
- The Year of Henry James: The Story of a Novel — 2006

### Teatre
- The Writing Game — 1990
- Home Truths — 1999

### Adaptacions per la televisió
- Small World — 1988
- Nice Work — 1989
- Martin Chuzzlewit — 1994
- The Writing Game — 1995